# Робинов, Василий Васильевич
Василий Васильевич Робинов (21 января 1907 — 12 января 1993) — советский фотограф и фотохудожник, автор фотосъёмки памятников древнерусской живописи. Участник Великой Отечественной войны (1941—1945). Заслуженный работник  культуры РСФСР (1970).

## Биография
Родился в 1907 году в городе Подольске по паспорту, а на самом деле в Москве на улице Щипок в собственном доме Робиновых (дом №19). С юности увлекался фотографией.
Окончил Промышленно-экономический техникум им. Г. В. Плеханова (1926). Поступил работать на фабрику «Гознак», где окончил Специальные курсы высшей фотографии (1933), сдал государственные экзамены и получил квалификацию фотографа-трёхцветчика высшего (9) разряда. С 1935 года заведовал фотолабораторией в Государственной Третьяковской галерее. За время его работы в ГТГ фототека галереи пополнилась более чем 20 тысячами негативов, снятых с произведений, хранящихся в Третьяковке и других музеях.
В это же время он был членом Горкома творческих фотоработников г. Москвы, где ему Специальной квалификационной комиссией было присвоено звание фотографа-художника.

### Великая Отечественная война
Прошёл всю Великую Отечественную войну с первого дня до последнего, встретившись весной 1945 года с американской армией на реке Эльбе, южнее Берлина.
Когда началась война, он на следующий же день вступил в ряды Московского Ополчения и был зачислен в 1-ю Ленинскую стрелковую дивизию. Но поскольку в это время Государственную Третьяковскую галерею стали готовить к эвакуации, его как работника ГТГ, оставили на 10 дней в Москве для упаковки экспонатов Галереи и отправке в тыл.
Дивизия, в которой служил Робинов, приняла участие в защите Москвы и контрнаступлении в декабре 1941 года. За участие в этих боевых действиях он получил первую боевую медаль «За Отвагу». Начав войну рядовым стрелком, Робинов закончил её со званием старшины. За успешное выполнение заданий командования и участие в проводимых операциях, он был награждён орденами «Отечественной войны II степени» и Орденом Красной Звезды. Кроме этого, награждён медалями «За оборону Москвы», «За победу над Германией», «За взятие Берлина» и целым рядом юбилейных медалей.

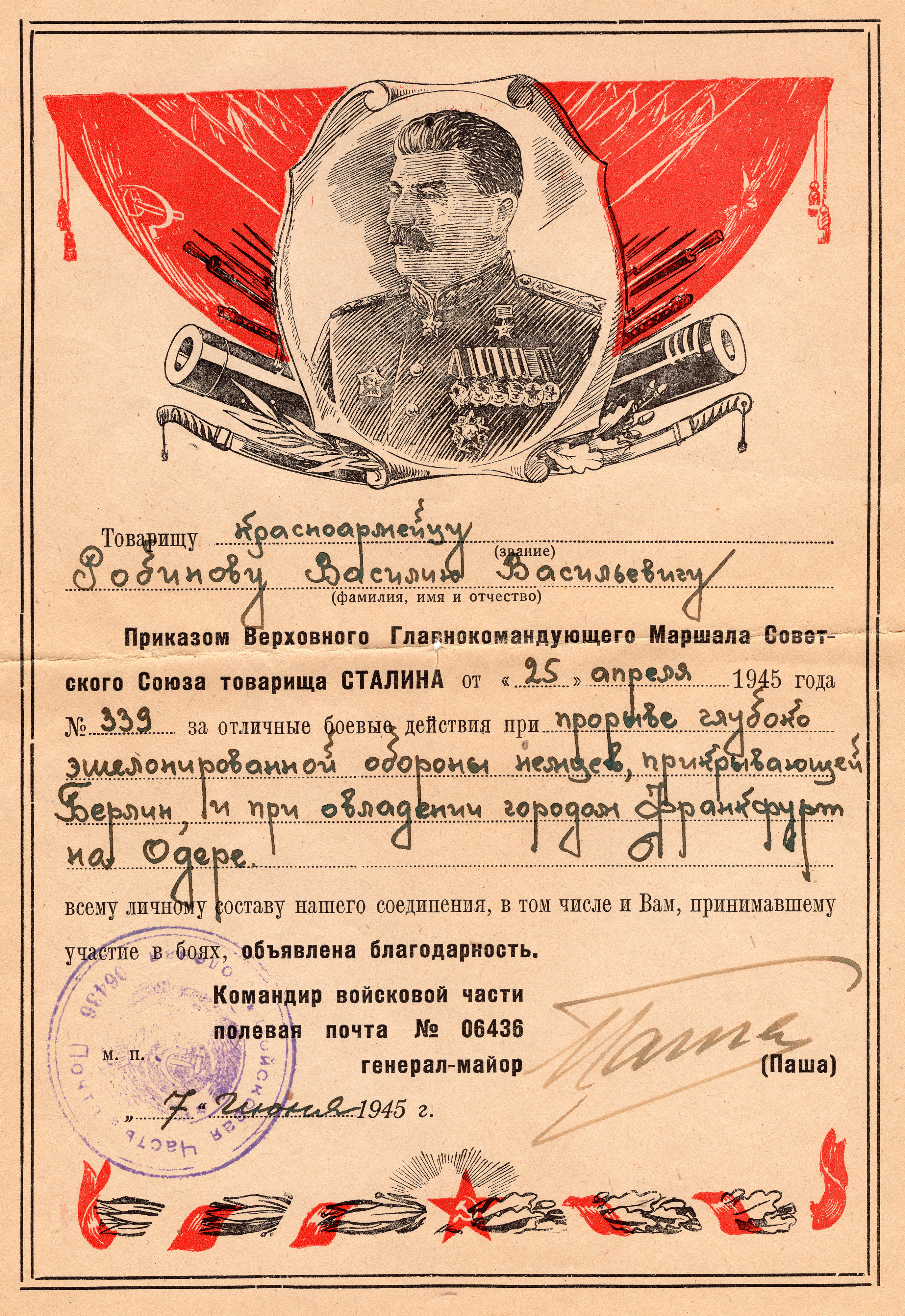
Благодарность Верховного Главнокомандующего за отличные боевые действия

О его боевом пути говорят одиннадцать благодарностей Верховного Главнокомандующего за отличные боевые действия при освобождении городов: Смоленска, Ельни, при форсировании реки Днепр и освобождении города Шклов, при форсировании реки Неман и прорыве обороны противника на Западном берегу Немана, при освобождении города Каунаса, при прорыве обороны немцев на западном берегу Вислы южнее Варшавы (Польша), при овладении городами Томашов (Польша), Калиш (Польша), при вторжении в пределы Бранденбургской провинции Германии и овладении городами Швибус и Цюллихау (Германия), при прорыве глубокоэшелонированной обороны немцев, прикрывающей Берлин, и при овладении городом Франкфурт на Одере, при окружении и ликвидации группы немецких войск юго-восточного Берлина.
За вокальные данные (тенор) Робинов был принят в военный ансамбль. Он принимал участие более чем в 2000 концертах, включая представления на передовой и под обстрелом противника.

### После Победы
С 1945 по 1949 г., по приглашению академика Игоря Эммануиловича Грабаря Робинов возглавлял фотолабораторию в Государственной Центральной художественно-реставрационной мастерской (ВХНРЦ им. И. Э. Грабаря). 
Участник экспедиций в Великий Новгород по обследованию памятников древнерусской живописи, разрушенных во время войны и в Ферапонтов монастырь (1946; совместно с Виктором Васильевичем Филатовым), работал вместе с реставраторами древнерусской живописи в Кидекше (1947). Кроме этих экспедиций, в 1945 — 1948 годах он участвовал в экспедициях под руководством Игоря Эммануиловича Грабаря и Николая Николаевича Померанцева по учёту, фотофиксации и спасению памятников архитектуры и живописи Твери и других городов.
В 1946 году Робинов первым применил фотосъёмку древней и русской живописи, хранящейся в ГТГ, на цветную обратимую плёнку. С тех пор чтение лекций в сопровождении цветных слайдов вошло в практику работы искусствоведов. Коллектив научных сотрудников Государственной Третьяковской галереи всегда отмечал высокое качество цветных диапозитивов Робинова с произведений древнерусской живописи и живописи XVIII века в передаче колорита, оттенков и нюансов цвета и общей тональности произведений.
Увлёкшись фотофиксацией памятников архитектуры и живописи, по совету члена-корреспондента АН СССР Виктора Никитича Лазарева, в 1949 году Робинов перешёл работать в Центральную научно-реставрационную проектную мастерскую (Всесоюзное Объединение «Союзреставрация»), участок живописи. За годы работы Робинов создал уникальный фонд по монументальной живописи, научное значение которого огромно. Многие материалы во время реорганизации учреждения были уничтожены.

Робинову принадлежит честь открытия в 1953 году фресковой росписи XVII века в соборе города Юрьевец. В это время он участвовал в экспедиции, занимавшейся изучением и фотофиксацией памятников г. Юрьевца, который должен был быть затоплен в связи со строительством волжских ГЭС. Теперь эти фрески, снятые со стен и расчищенные реставратором Сергеем Сергеевичем Чураковым, находятся в экспозиции Центрального музея древнерусской культуры и искусства имени Андрея Рублёва. Василий Васильевич так рассказывал об этом:
«В один из дождливых дней, когда фотографировать архитектуру было невозможно, я зашёл посмотреть интерьер Благовещенской церкви, в которой была оборудована пекарня. Штукатурка на стенах показалась мне древней. Я залез за одну из печей, и, зная технологию реставрации, острым перочинным ножом стал очищать набел на штукатурке. К моей радости в расчищенном «окошке» я увидел следы краски. Продолжая увеличивать площадь расчистки, я «освободил» от побелки часть древней живописи размером 20х20 см. Сфотографировав расчистку, я послал письмо и фото Игорю Эммануиловичу Грабарю. Вскоре из музея Древнерусского искусства имени Андрея Рублёва приехала Наталья Алексеевна Дёмина – известный знаток древнерусской живописи, и установила, что на алтарной преграде написана фреска XVII века».
В 1956 году  Робинов принял участие в экспедиции под руководством доктора архитектуры Ивана Васильевича Маковецкого в Приангарье. В Братске и в селениях района реки Ангары, в Илимске, Бельске экспедицией проводились обмеры и фотофиксация крепостных сооружений и домов, представлявших историческую и архитектурную ценность, которые должны были быть затоплены Братским морем в результате строительства Братской ГЭС. Одним из результатов этой экспедиции явилась книга об архитектуре Сибири, написанная И. В. Маковецким с фотографиями Василия Васильевича.
За годы своей работы Робинов внёс большой и ценный вклад в дело изучения и популяризации памятников русской культуры. Его работами иллюстрированы многие широко известные издания по искусству, древнерусской архитектуре и монументальной живописи. Это такие книги, как  монографии Михаила Владимировича Алпатова. «Андрей Рублёв» (М.: «Искусство», 1959) и «Памятник древнерусской живописи конца XV в. икона «Апокалипсис» Успенского собора Московского Кремля» (М.: «Искусство», 1969); монография Виктора Ивановича Балдина «Троице-Сергиева лавра» (М.: «Искусство», 1958); исследования В. Н. Лазарева «Фрески Старой Ладоги» (М.: «Искусство», 1960) и «Феофан Грек и его школа» (М.: «Искусство», 1961); книга Дмитрия Сергеевича Лихачёва «Человек в литературе Древней Руси» (М.: «Наука», 1970), монография Н. А. Дёминой «Троица А. Рублёва» (М.: «Искусство», 1963),  книга Михаила Андреевича Ильина «Подмосковье» (М.: «Искусство», 1966) и многие другие.
«Каталог древнерусской живописи ГТГ. В 2-х тт.» В. И. Антоновой и Н. Е. Мнёвой (М.: «Искусство», 1963), целиком состоит из фотографий В. В. Робинова.
Робинов осуществил факсимильную фотосъёмку засекреченной бременской коллекции Виктора Ивановича Балдина рисунков старых мастеров.

Доктор искусствоведения, член-корреспондент Академии художеств М. В. Алпатов так писал о работе Робинова по иллюстрированию книги «Памятник древнерусской живописи конца XV в. икона «Апокалипсис» Успенского собора Московского Кремля»:
«Плохая сохранность иконы «Апокалипсис» сделала издание этого памятника, особенно однотонных воспроизведений с его деталей, очень трудной задачей… Автор приносит свою благодарность В. В. Робинову и В. А. Евстифееву, без энтузиазма которых было бы невозможно издать этот замечательный шедевр древнерусской живописи».
Работы Василия Васильевича известны и за рубежом, его фотографиями был оформлен раздел «Культура» в русской экспозиции выставки «ЭКСПО-67» в Монреале.
За выдающийся вклад в развитие реставрации и популяризацию русского искусства Робинов получил правительственные награды. Так, в 1970 году ему было присвоено почётное звание «Заслуженный работник культуры РСФСР». Он был также награждён знаком «Отличник Министерства культуры СССР» и медалью «За доблестный труд».
В 1960-е — 1970-е годы Робинов был активным участником клуба «Из дальних странствий возвратясь...» при Центральном Доме работников искусств (г. Москва). В 1963 году Робинов ездил в Италию, в 1964 году в Югославию, а затем в Индию, Египет, в страны Юго-Западной Африки. Он фотографировал памятники монументального искусства Молдавии, Кавказа, Средней Азии, Азербайджана, и отовсюду он привозил большое количество диапозитивов и фотоматериалов, которые демонстрировались им в различных организациях и музеях страны.
В 1967 году в связи с шестидесятилетием со дня рождения Робинова в Государственном музее архитектуры им. А. В. Щусева была открыта его персональная выставка: «Древнерусская архитектура и живопись». В августе-ноябре 1981 года — вторая персональная выставка «Памятники архитектуры и живописи в фотографиях заслуженного работника культуры РСФСР В. В. Робинова», приуроченная к 75-летию фотохудожника.
Обе выставки, экспонированные также в городах СССР, имели большой успех, отмеченный прессой и радио. Посетители выставки — архитекторы, художники и другие ценители русского искусства, в многочисленных отзывах единодушно отмечали не только большое профессиональное мастерство Робинова, но и его редкое художественное чутьё.

Робинов говорил:
«По долгу моей службы, мне часто приходится бывать в самых различных уголках нашей страны, фотографировать произведения древних мастеров. И я убедился, что человек, соприкасаясь с историей и древней культурой своего народа, лишь острее чувствует современность. Для того, чтобы создать новое, необходимо иметь опыт прошлого. Поэтому популяризации творческого наследия я и посвящаю свой труд».
Василий Васильевич скончался в январе 1993 года в Москве. Место захоронения — Даниловское кладбище.

## Семья
Сын — Юрий Васильевич Робинов (род. 1948), искусствовед, фотограф-художник, преподаватель кафедры общего и славянского искусствознания Института славянской культуры РГУ, действительный член Императорского православного палестинского общества. Внук — Олег Юрьевич Робинов (род. 1986), историк, искусствовед, телеведущий, директор Московского государственного музея С.А. Есенина, руководитель Молодёжной секции Императорского православного палестинского общества. Внучка — Ирина Юрьевна Робинова (род. 1984), филолог, учитель английского языка.